# Zip Feed Tower

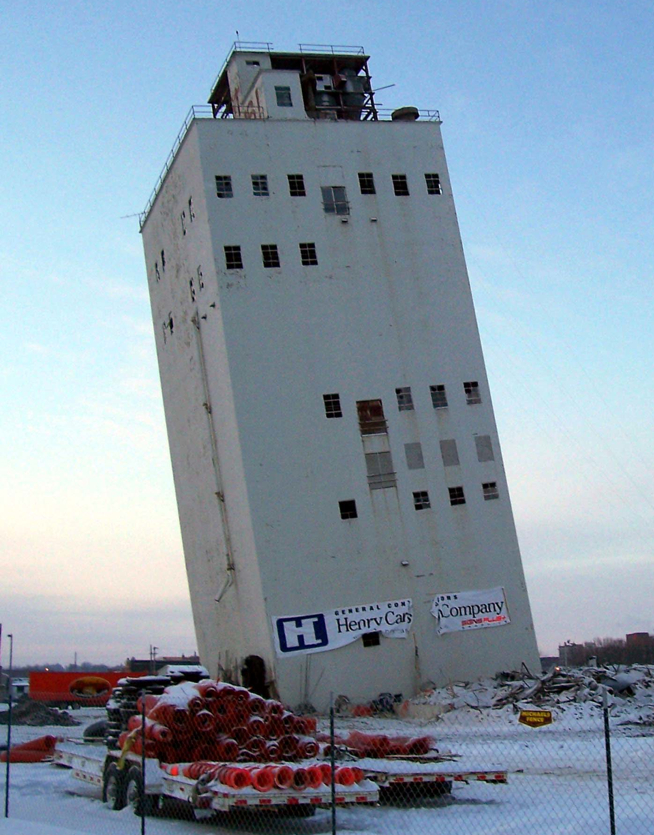
Zip Feed Mill dois dias após a tentativa de demolição.

O Zip Feed Tower foi um elevador de grãos e um moinho em Sioux Falls, Dakota do Sul. Com 202 pés (61,57 metros) foi a estrutura mais alta ocupável da Dakota do Sul desde sua construção em 1956-57 até sua demolição em dezembro de 2005. A fábrica fechou em 2000 e em 2005 foi marcada para demolição para dar lugar a um escritório e um espaço de varejo.

## Tentativa de demolição
No dia 3 de dezembro de 2005 trabalhadores tentaram implodir o prédio sem sucesso. A torre de concreto caiu em seu próprio porão, inclinando-se para um lado, mas ainda de pé. Equipes de demolição tinham tentado soltar a estrutura por cortar as barras de reforço em toda a estrutura, e então, colocar cargas explosivas em um anel ao redor da base e até entre os silos verticais. No entanto, a integridade da estrutura era tal que, como a base foi arrancada, a estrutura principal caiu diretamente para baixo batendo na base danificada dentro do porão.
Uma revisão do projeto de demolição provou que a tripulação tinha seriamente subestimado a quantidade necessária de explosivos de corte para "quebrar" a integridade vertical da estrutura. Nas próximas duas semanas um guindaste e uma bola de demolição foram utilizados para completar a demolição. O edifício mais alto da cidade de Sioux Falls hoje é o CenturyLink Tower de 11 andares.